# Singles (álbum de Luna Sea)
Singles é o primeiro álbum de compilação da banda japonesa de rock Luna Sea, lançado em 17 de dezembro de 1997. É um álbum duplo que reúne todos os singles até então, com os lados A no primeiro disco Singles e lados B no segundo disco, Another Side of Singles.

## Recepção
Singles foi o segundo álbum consecutivo a alcançar o topo da Oricon Albums Chart, seguindo Style de 1996, permanecendo nas paradas por 27 semanas. Também alcançou o topo da Billboard Japan.
Foi o vigésimo álbum mais vendido de 1998 e é o álbum mais vendido da banda, com mais de 1,2 milhão de cópias vendidas, sendo certificado platina tripla pela RIAJ. Foi também um dos álbuns a ganhar "Álbum de Rock do Ano" no 12º Japan Gold Disc Awards.

## Faixas
| Disco 1: Singles |                             |         |  |
| N.º              | Título                      | Duração |  |
| 1.               | "Believe"                   | 4:17    |  |
| 2.               | "In My Dream (With Shiver)" | 5:14    |  |
| 3.               | "Rosier"                    | 5:25    |  |
| 4.               | "True Blue"                 | 3:55    |  |
| 5.               | "Mother"                    | 5:35    |  |
| 6.               | "Desire"                    | 4:22    |  |
| 7.               | "End of Sorrow"             | 4:24    |  |
| 8.               | "In Silence"                | 5:35    |  |

| Disco 2: Another Side of Singles |                                          |         |  |
| N.º                              | Título                                   | Duração |  |
| 9.                               | "Claustrophobia" (de "Believe")          | 5:36    |  |
| 10.                              | "Slave" (de "In My Dream (With Shiver)") | 3:34    |  |
| 11.                              | "Rain" (de "Rosier")                     | 5:32    |  |
| 12.                              | "Fallout" (de "True Blue")               | 6:58    |  |
| 13.                              | "Luv U" (de "Desire")                    | 5:25    |  |
| 14.                              | "Twice" (de "End of Sorrow")             | 6:16    |  |
| 15.                              | "Ray" (de "In Silence")                  | 7:33    |  |

## Ficha técnica
Luna Sea
- Ryuichi - vocais
- Sugizo - guitarra
- Inoran - guitarra
- J - baixo
- Shinya - bateria